# بيتا عاجي الصدر
بيتا عاجي الصدر (الاسم العلمي: Pitta maxima) (بالإنجليزية: Ivory-breasted Pitta)‏ هي نوع من الطيور تتبع جنس البيتا من فصيلة طيور البيتا.